# Medalha Inge Lehmann
A  Medalha Inge Lehmann  é uma   recompensa científica  concedida   pela   União Geofísica Americana .  A distinção é conferida para honrar contribuições relevantes à compreensão da estrutura, da composição, e da dinâmica do manto e do núcleo da Terra.
A medalha foi instituída em 1997  em homenagem a sismóloga dinamarquesa Inge Lehmann (1888-1993)  pelas suas contribuições à pesquisa do manto e do núcleo interno da terra.

## Laureados[1]
- 1997 - Donald Helmberger
- 2000 - Richard J. O'Connell
- 2001 - John H. Woodhouse
- 2003 - Francis A. Dahlen, Jr.
- 2005 - Thomas H. Jordan
- 2007 - Ho-Kwang Mao
- 2009 - Barbara A. Romanowicz
- 2011 - Donald Weidner
- 2013 - Bradford H. Hager
- 2014 - Thorne Lay
- 2015 - Peter Olson
- 2016 - Shun-ichiro Karato
- 2017 - Brian Kennett
- 2018 - Yoshio Fukao
- 2019 - Ulrich R. Christensen
- 2020 - Peter M. Shearer
- 2021 - Jean-Paul Montagner[2]